# Zaira nocturnalis
Zaira nocturnalis là một loài ruồi trong họ Tachinidae.